# Cycethra macquariensis
Cycethra macquariensis är en sjöstjärneart som beskrevs av Jean Baptiste François René Koehler 1920. Cycethra macquariensis ingår i släktet Cycethra och familjen Ganeriidae. Inga underarter finns listade i Catalogue of Life.